# Monoaminoxidas
Monoaminooxidas (förkortat MAO) är ett enzym i hjärnan som bryter ner monoaminer. Det finns två varianter, MAO-A, som bryter ner främst serotonin, melatonin och noradrenalin och till viss del dopamin. Den andra varianten, MAO-B, bryter ner främst dopamin och fenyletylamin.

## Isoensymerna MAO-A och MAO-B
MAO-hämmare är en typ av läkemedel som blockerar monoaminooxidasenzymerna. Blockering av de olika isoenzymerna (MAO-A resp. MAO-B) har olika effekter. 
- MAO-A-hämmare har ofta en potent antidepressiv effekt och kan på så sätt häva komplicerade depressionssjukdomar. Det antidepressiva läkemedlet moklobemid blockerar MAO-A och till viss del MAO-B.

- MAO-B-hämmare har ingen uttalad effekt på depression, men de är å andra sidan ett viktigt läkemedel i behandlingen av parkinsonism eftersom de hämmar nedbrytningen av dopamin. Symptomen man ser vid Parkinsons sjukdom beror på brist på dopamin i vissa delar av hjärnan, och genom att blockera MAO-B-enzymet kan man på så vis höja dopaminnivåerna hos parkinsonpatienter så att deras symptombild minskar.

Läkemedlet selegilin blockerar främst MAO-B, och i högre doser även MAO-A, och är ett av flera läkemedel som används vid Parkinsons sjukdom.

## Personlighet
Man har sett att olika nivåer av MAO-aktivitet korrelerar till olika egenskaper i personers personlighet. Låga nivåer av MAO är korrelerade till "spänningssökande beteende", impulsivitet, reaktion på stress och i viss mån även aggressivitet. Vidare har man sett att låga nivåer av MAO korreleras till konstnärlighet och social framgång. 
Viktigt är dock att dessa egenskaper antagligen beror på en komplex interaktion mellan genetiska anlag och miljö. Personer med låga nivåer av MAO-enzymaktivitet som vuxit upp under ogynnsamma förhållanden tenderar till att visa högre nivåer av antisocialt beteende, medan samma gen hos personer som vuxit upp under gynnsamma förhållanden verkar leda till ökad social framgång och lägre nivåer av asocialt beteende.
Den andra invändningen till att dra förhastade slutsatser av de studier som kopplat MAO-nivåer till personlighet är att personlighetsdragen ofta är oligo- eller till och med polygena, det vill säga att de uppstått som resultat av interaktioner mellan några eller många olika gener. Exempel på sådana gener är de som kodar för exempelvis D4-dopaminreceptorn, som grovt förklarat i viss mån bestämmer hur stor effekt en viss mängd dopamintransmission har. Ett annat exempel är variationer av genen för tryptofanhydroxylas, som avgör hur mycket serotonin som bildas, och som verkar ha en koppling till ilska.